# 白いんげん豆食中毒事件
白いんげん豆食中毒事件（しろいんげんまめしょくちゅうどくじけん）は、2006年にテレビ放送で紹介されたダイエット方法を実行した者が嘔吐や下痢といった消化器疾患（食中毒）を引き起こした問題である。

## 概要
この問題は、TBSのテレビ番組『ぴーかんバディ!』（生活情報番組）で2006年5月6日放送分の番組の中で紹介されたダイエット方法を試した視聴者のなかに激しい嘔吐や急激な下痢といった消化器疾患を引き起こしたものが多数でたものである。厚生労働省調査によれば同年5月22日正午までに報告されたものとして日本全国で158名の患者が確認され、うち30名は入院した。
番組では2 - 3分ほど炒った白インゲンを粉末にしてふりかけのようにごはんの上にかけて食べるというもので、白インゲンに含まれるレクチンの一種ファセオラミンがデンプンなど糖質を消化し、吸収しやすくするアミラーゼ分解酵素の働きを阻害して食事の栄養を消化吸収することを妨げるとしていた。ただ、白インゲンには前述のような健康被害を引き起こす種類のレクチンも含まれるため、番組内ではファセオラミンと他のレクチンの活性を失う耐熱性に差があることに着目、軽く炒ることで問題のレクチンのみ不活性化させられるという考えを示した。なおファセオラミン自体はアメリカ合衆国でダイエット目的や糖尿病患者のための健康食品として販売されている。
しかし、実際にはそのような短時間での加熱調理では豆の中まで十分に熱が伝わらず、活性状態を保ったままのレクチンが多く含まれる結果となり、前述の健康被害を引き起こした。健康被害を訴えた視聴者の中には非加熱の白インゲン豆を食べた者（1名）も含まれるが、番組では生食は食中毒を引き起こすことを説明していた。
この問題では健康被害を蒙った視聴者が実際の喫食から発症まで10分から23時間程度と短かったため、同年5月7日時点で複数の医療施設で問題が認識された模様で、長村洋一（鈴鹿医療科学大学）は5月8日の早朝に健康食品管理士認定協会に報告が寄せられたと述べており、連絡を受けた同協会から複数の薬学者に問い合わせが成され、報告を送った福岡徳洲会病院の臨床検査技師で健康食品管理士の松本佳隆に件のダイエット方法には問題があることが連絡された。松本は救命救急の医師に問題を連絡、この医師からテレビ局に放送内容に対する中止を視聴者に訴えたほうが良いことが伝えられた。同様の問題が複数（30数件）寄せられた模様で、TBS総務局広報部は5月8日付で問題を調査することを発表している。
2006年5月22日、厚生労働省はTBSに文章で注意を送付し、同局側はニュースリリースの形でウェブサイトに注意を喚起する発表を行った。TBS側によれば同6月18日時点で電話やメールでの問い合わせが1149件、入院したケースが122件であったという。
番組側では事後の調査で判明したこととして発表したところによれば、白インゲン豆の「大福豆」という品種を使って試し、スタッフなどに実際に食べさせ問題が無いことを確認したが、同じく白インゲン豆として販売されている「白花豆」ではレクチンが多量に含まれ同様の調理法では不活性化できないという。同事件によりTBS内では「食品の安全性に関する番組制作ガイドライン」を作成、以後同様の問題が起きないようにするとしている。　

## その後
2006年8月19日からぴーかんバディ!は企画内容と番組タイトルを変更して人間!これでいいのだにリニューアルされた。しかし、視聴率が低迷したことや学術論文を無断で使用したことが問題となり、2007年2月24日放送分で番組が終了した。